# Jana Franziska Poll
Jana Franziska Poll (ur. 7 maja 1988 w Meppen) – niemiecka siatkarka, reprezentantka kraju, grająca na pozycji przyjmującej. Od sezonu 2019/2020 występuje we włoskiej Serie A. Od sezonu 2023/2024 występuje w drużynie SCU Emlichheim

## Sukcesy klubowe
Mistrzostwo Niemiec:
- 2019
- 2013, 2015

Mistrzostwo Grecji:
- 2018
- 2017

Puchar Grecji:
- 2018

Puchar Challenge:
- 2018

## Sukcesy reprezentacyjne
Mistrzostwa Europy:
- 2013

Liga Europejska:
- 2013
- 2014